# Клаудіо Лопес
Клаудіо Лопес (ісп. Claudio López, нар. 17 липня 1974, Ріо-Терсеро) — колишній аргентинський футболіст, нападник.
Насамперед відомий виступами за «Валенсію» та «Лаціо», а також національну збірну Аргентини.

## Клубна кар'єра
Народився 17 липня 1974 року в місті Ріо-Терсеро. Вихованець футбольної школи клубу «Естудьянтес».
У дорослому футболі дебютував 1992 року виступами за «Расинг» (Авельянеда), в якій провів чотири сезони, взявши участь у 116 матчах чемпіонату.
Своєю грою за молодіжну збірну на олімпійських іграх 1996 року привернув увагу представників тренерського штабу «Валенсії», до складу якої приєднався влітку 1996 року. Відіграв за валенсійський клуб наступні чотири сезони своєї ігрової кар'єри. Більшість часу, проведеного у складі «Валенсії», був основним гравцем атакувальної ланки команди, зігравши в кожному з сезонів понад 30 матчів у чемпіонаті. У складі «Валенсії» був одним з головних бомбардирів команди, маючи середню результативність на рівні 0,37 голу за гру першості. За цей час виборов титул володаря Суперкубка Іспанії та ставав переможцем Кубка Інтертото.
Влітку 2000 року уклав контракт з клубом «Лаціо», яке заплатило за футболіста 35 млн. євро. У складі італійського клубу провів наступні чотири роки своєї кар'єри гравця. Граючи у складі «Лаціо» також здебільшого виходив на поле в основному складі команди. За цей час додав до переліку своїх трофеїв титул володаря Кубка Італії.
Влітку 2004 року покинув Європу і два з половиною сезони захищав кольори мексиканської «Америки». Тренерським штабом нового клубу також розглядався як гравець «основи».
На початку 2007 року повернувся в «Расинг», у якому розпочинав кар'єру гравця, де і грав трохи більше року.
7 березня 2008 року підписав контракт з «Канзас-Сіті Візердз», в якому відіграв в основному складі два сезони.
Завершив професійну ігрову кар'єру у іншому американському клубі «Колорадо Рапідз», за який виступав у сезоні 2010 року, проте зіграв за рік лише 11 матчів у чемпіонаті і контракт з аргентинцем не був продовжений, після чого він завершив кар'єру.

## Виступи за збірну
1995 року дебютував в офіційних матчах у складі національної збірної Аргентини. Протягом кар'єри у національній команді, яка тривала 9 років, провів у формі головної команди країни 58 матчів, забивши 10 голів.
У 1996 році брав участь в Олімпійських іграх, де Аргентина дійшла до фіналу, де поступилася збірній Нігерії. Сам Лопес став найкращим снайпером турніру, а в фіналі відкрив рахунок вже на 3-й хвилині гри.
У складі національної збірної був учасником чемпіонату світу 1998 року у Франції та чемпіонату світу 2002 року в Японії і Південній Кореї.

## Титули і досягнення
- Володар Кубка Іспанії (1):

«Валенсія»: 1998-99
- Володар Суперкубка Іспанії (1):

«Валенсія»: 1999
- Володар Кубка Італії (1):

«Лаціо»: 2003-04
- Володар Суперкубка Італії (1):

«Лаціо»: 2000
- Переможець Кубка Інтертото (1):

«Валенсія»: 1998
- Срібний олімпійський призер: 1996